# A Visit to Uncle
A Visit to Uncle è un cortometraggio muto del 1909. Il nome del regista non viene riportato nei credit del film.

## Trama
I nipoti, ospiti in campagna dello zio Hiram, si annoiano e cercano di divertirsi come possono. Così, quando incontrano un attore vagabondo, comperano da lui degli abiti, del trucco e delle parrucche. Così travestiti, prendono una mucca, la dipingono e poi la rivendono allo zio. Ben presto i colori scolorano e lo zio si rende conto di essere stato truffato. Si mette alla ricerca dei due vagabondi e nella ricerca viene accompagnato dall'intera città. I due manigoldi vengono finalmente ritrovati ma tutta la storia si sgonfia quando i ragazzi si tolgono il travestimento e lo zio riconosce i nipoti.

## Produzione
Il film fu prodotto dalla Lubin Manufacturing Company.

## Distribuzione
Distribuito dalla Lubin Manufacturing Company, il film - un cortometraggio della lunghezza di 154 metri - uscì nelle sale cinematografiche statunitensi il 25 ottobre 1909. Nelle proiezioni, veniva programmato con il sistema dello split reel, accorpato in un'unica bobina con un altro cortometraggio prodotto dalla Lubin, la commedia A Buried Secret.